# Банк мусора

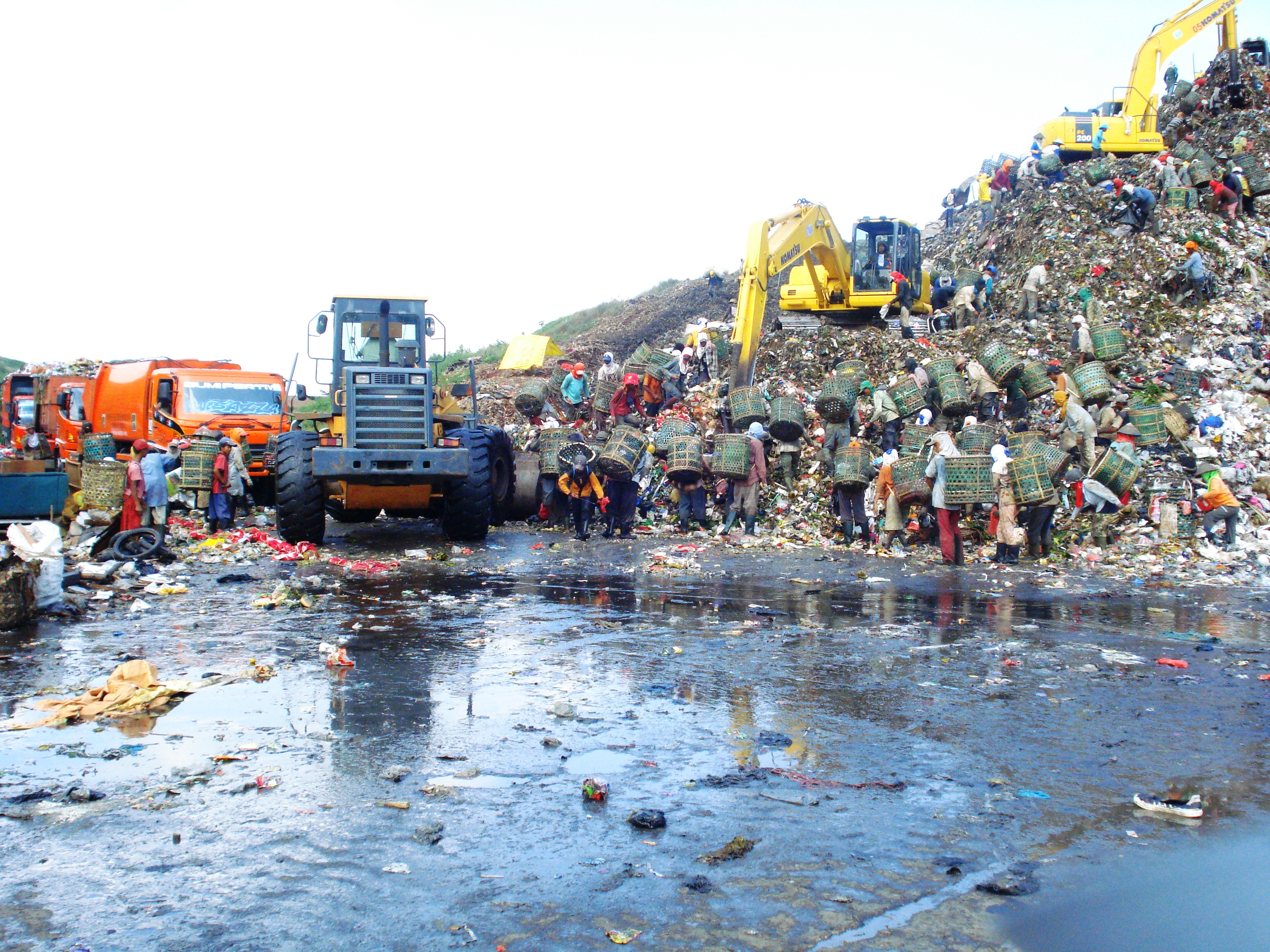
Свалка мусора в Индонезии

Банк мусора (индон. Bank sampah) — зародившаяся в Индонезии бизнес-модель сбора и разделения мусора, в первую очередь твёрдых бытовых отходов.

## Бизнес-модель
В качестве «вклада» банки мусора принимают разделённые по видам отходы, открывая принёсшим его лицам счета, куда записываются вес и вид сданного мусора.
Оптовые партии разделённого мусора сдаются переработчикам или продаются любым другим заинтересованным лицам (например, коллекционерам, современным художникам и т. д.).
Стоимость мусора обычно меняется каждый день, в зависимости от уровня спроса.
После реализации на счета «вкладчиков» зачисляются денежные средства, эквивалентные типу, весу «вклада» и текущей рыночной стоимости сданного мусора.
При этом около 85 % достаётся клиенту, 15 % — «банку».
Возможность снятия средств у «вкладчиков» возникает лишь через некоторое время после реализации, например, 3 месяца, что снижает риск оператора бизнеса.
Клиентами банка мусора могут быть как индивидуальные лица, так и группы, например, домохозяйства, школы и т. п..
В дополнение к приёму и оптовой продаже отходов некоторые банки мусора открыли подразделения, занимающиеся непосредственной переработкой превращая их в изделия.
В развитие бизнеса банки мусора начали принимать органические отходы перерабатывая их в компост и продавая сельхозпроизводителям.

## Показатели деятельности
Первый банк мусора Bank Sampah Gemah Ripah в 2012 году принимал 500—700 кг в месяц.
Один из банков мусора — Bank Sampah Cahaya Partha Jaya сообщал в 2012 году о том, что каждый месяц он получает 5 тонн разнообразного мусора на сумму около 15 миллионов рупий (1 590 долларов США).
Банк мусора в Баликпапане в 2013 году отчитывался о 2-3 тоннах собираемых в месяц отходов.
В нём сообщали, что средней семье удаётся сэкономить с помощью этого банка около 50 000 рупий (около 5 долларов США) в месяц.
На 2012 год банки мусора «контролировали» от 30 % до 40 % рынка пластиковых отходов в своих регионах.

## История
Концепцию мусорного банка придумал в 2008 году Бамбанг Суэрда (индон. Bambang Suwerda) создавший в Джокьякарте на острове Ява (Индонезия) первый мусорный банк Bank Sampah Gemah Ripah/Bank Sampah Bantul.
На создание предприятия по сбору и переработке мусора его сподвигла забота о проблеме санитарии в родной местности.
В дальнейшем идея быстро распространилась и, благодаря низкому порогу входа, по всей Индонезии начали появляться независимые банки мусора.
В начале 2010-х годов Бамбанг Суэрда получил предложение внедрить концепцию банка мусора в Таиланде.
На конец июня 2012 году в Индонезии уже существовало 782 банка мусора, с общим оборотом в 31 миллиард рупий.
В 2012 году за свой инновационный подход к раздельному сбору мусора Бамбанг Суэрда был отмечен фондом Ашока.
Власти Индонезии, высоко оценив модель банков мусора, подключились к её пропаганде, внедрению и поддержке.
Администрации городов начали устанавливать дополнительные контейнеры для раздельного сбора мусора, а также предоставлять ежегодную помощь каждому банку мусора.